# Mirror Mirror (album de Ghinzu)
Albums de Ghinzu
Blow
(2004)
Singles
1. Cold Love
2. Take It Easy
3. The End of the World

Mirror Mirror est le 3e album studio du groupe de rock belge Ghinzu, sorti en 2009. 

## Historique
Le groupe a passé beaucoup de temps à peaufiner chaque morceau, certains ayant trois textes et un grand nombre de versions différentes, The End of the World ayant compté par exemple jusqu'à trente intros différentes. La pochette de l'album est une photographie du local dans lequel le groupe a répété pendant trois ans les morceaux de l'album, situé dans un immeuble de bureaux et que le groupe a loué en se faisant passer pour une société fictive car il n'arrivait pas à trouver d'autres locaux. La neuvième piste de la version internationale de l'album est Je t'attendrai, hommage décalé à Dalida, alors que, pour la version française, il s'agit de Joy, Success, Happiness, chantée en anglais, de façon plus sérieuse, et avec des arrangements plus lourds.

## Accueil
L'album s'est classé à la 2e place du classement des meilleures ventes en Belgique francophone, à la 17e en France, à la 37e en Belgique néerlandophone et à la 92e en Suisse. Le single Cold Love s'est classé à la 25e place en Belgique francophone.
Comme Blow, l'album précédent du groupe, il a été très bien accueilli par la critique. JD Beauvallet, des Inrockuptibles, évoque un album « puissant et extravagant », « un empilement hasardeux de sons et énergies qui ne demandent qu’à s’effondrer mais qui défient les lois de la gravité » et ajoute que peu de chansons seront cette année « aussi sidérantes, disproportionnées, déconnectées du monde réel, que l’incroyable Cold Love ». Pour Christian Larrède, de Music Story, qui lui donne 3,5 étoiles sur 5, cet album « conceptuel, protéiforme, et luxuriant » « débute d’une manière aussi conventionnelle qu’efficace par deux hits instantanés battant le rappel du romantisme extatique et du sens de la démesure des années 80 » avant de jouer la carte de la variété avec des titres inventifs et bien distincts. Le site albumrock lui donne 4,5 guitares sur 5, évoquant un album « élégant, racé sans être prétentieux, audacieux avec rigueur, bordélique mais maîtrisé » qui frappe par sa « capacité de surprendre l'auditeur à chaque titre », tous les morceaux attirant l'attention. Le site Metalorgie, lui donne la note de 16/20, affirmant que l'album repose sur « une alchimie entre électro et rock, sachant rester simple, avec quelques touches plus intimistes mais toujours empreinte d'une douce mélancolie » et privilégie « rythmiques endiablées et sonorités spatiales » avec un résultat final « accrocheur, sans faute de goût ».

## Liste des chansons
Toutes les paroles sont écrites par John Stargasm exceptées celles de Joy, Success, Happiness et Kill the Surfers, coécrites par Stargasm et Greg Remy. Toutes les musiques sont composées par Ghinzu.
| No  | Titre                                    | Durée |
| --- | ---------------------------------------- | ----- |
| 1.  | Cold Love                                | 4:13  |
| 2.  | Take It Easy                             | 4:09  |
| 3.  | Mother Allegra                           | 2:55  |
| 4.  | Mirror Mirror                            | 5:08  |
| 5.  | Dream Maker                              | 2:58  |
| 6.  | The End of the World                     | 3:52  |
| 7.  | This Light                               | 4:16  |
| 8.  | This War Is Silent                       | 4:37  |
| 9.  | Je t'attendrai / Joy, Success, Happiness | 3:40  |
| 10. | Birds in My Head                         | 1:57  |
| 11. | Kill the Surfers                         | 3:00  |
| 12. | Interstellar Orgy                        | 6:10  |

## Crédits
- John Stargasm : chant, claviers
- Mika Nagazaki : basse, claviers, guitare
- Greg Remy : guitare
- Tony Babyface Michel : batterie
- Jean Waterlot : guitare, claviers